# Zonulispira sanibelensis
Zonulispira sanibelensis är en snäckart som först beskrevs av Bartsch och Alfred Rehder 1939.  Zonulispira sanibelensis ingår i släktet Zonulispira och familjen Turridae. Inga underarter finns listade i Catalogue of Life.